# Isanti
La ville d’Isanti (en anglais [ˈaɪsæntiː]) est située dans le comté d'Isanti, dans l’État du Minnesota, aux États-Unis. Sa population s’élevait à 5 251 habitants lors du recensement de 2010, estimée à 5 594 habitants en 2016.

## Source
- (en) Cet article est partiellement ou en totalité issu de l’article de Wikipédia en anglais intitulé « Isanti, Minnesota » (voir la liste des auteurs).